# Faerno

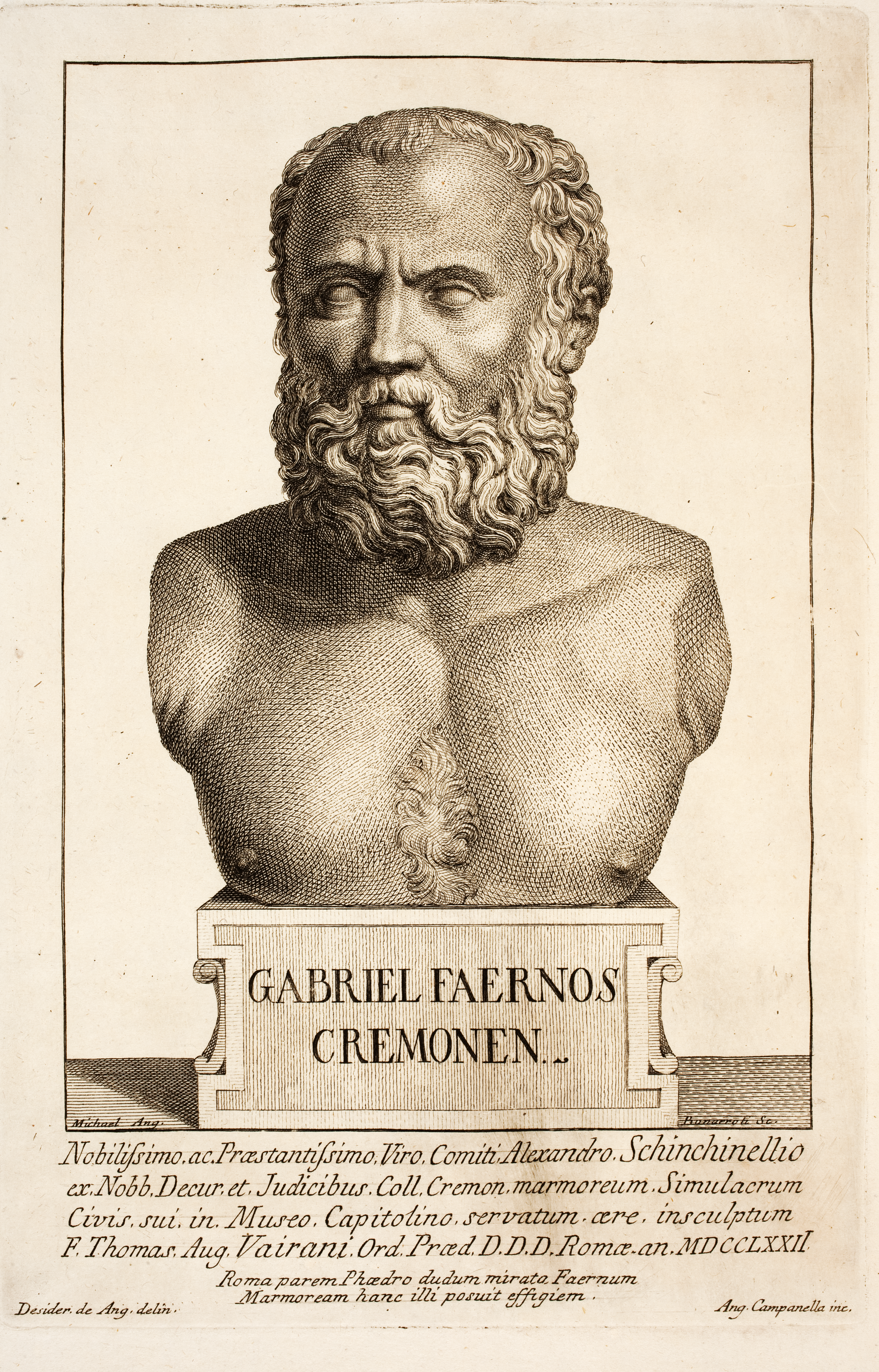
Gravura de Thomas Augustinus Vairani do busto de Gabriele Faerno no Museu Capitolino, 1772

Gabriele Faerno, também conhecido pelo nome latino Faernus Cremonensis, nasceu em Cremona em cerca de 1510 e morreu em Roma em 17 de novembro 1561. Foi um meticuloso erudito e elegante poeta latino mais conhecido por sua coletânea de Fábulas de Esopo em versos latinos, traduzida para o francês por Charles Perrault.

## Obras
- Fabulae centum, ex antiquis auctoribus delectae et a Gabriele Faerno, cremonensi carminibus explicatae, Romae, Vincentius Luchinus, excudebat 1564, in-4° disponível em Gallica.
- P. Terentii comoediae. Ex uetustissimis libris & uersuum ratione a Gabriele Faerno emendatae. In eas comoedias emendationum libri VI. Item de uersibus comiici liber I. Fragmentum Eographii interpretis in easdem fabulas, Florentiae, apud Iuntas [Impressum Florentiæ, apud heredes Bernardi Iuntæ], 1565, in-8°.